# Mudathir Yahya
Mudathir Yahya Abbas (Jang'ombe, 6 maggio 1995) è un calciatore tanzaniano, centrocampista dello Young Africans e della nazionale tanzaniana.

## Caratteristiche tecniche
È un mediano, ma può essere impiegato anche come centrocampista centrale.

## Carriera

### Club
Dopo aver giocato per l'Azam, nel 2017 passa al Singida Utd. Nel 2018 torna all'Azam.

### Nazionale

#### Zanzibar
Ha esordito con la Nazionale zanzibarina il 21 novembre 2015, in Burundi-Zanzibar (1-1), gara valida per la Coppa CECAFA 2015. Ha messo a segno la sua prima rete con la maglia della Nazionale zanzibarina il 5 dicembre 2017, in Zanzibar-Ruanda (3-1), in cui ha siglato la rete del momentaneo 1-0.

#### Tanzania
Ha esordito con la Nazionale tanzaniana il 4 luglio 2015, in Uganda-Tanzania (1-1).

## Statistiche

### Cronologia presenze e reti in nazionale
Aggiornato al 3 giugno 2023

| Cronologia completa delle presenze e delle reti in nazionale ― Tanzania | Cronologia completa delle presenze e delle reti in nazionale ― Tanzania | Cronologia completa delle presenze e delle reti in nazionale ― Tanzania | Cronologia completa delle presenze e delle reti in nazionale ― Tanzania | Cronologia completa delle presenze e delle reti in nazionale ― Tanzania | Cronologia completa delle presenze e delle reti in nazionale ― Tanzania | Cronologia completa delle presenze e delle reti in nazionale ― Tanzania | Cronologia completa delle presenze e delle reti in nazionale ― Tanzania |
| Data                                                                    | Città                                                                   | In casa                                                                 | Risultato                                                               | Ospiti                                                                  | Competizione                                                            | Reti                                                                    | Note                                                                    |
| ----------------------------------------------------------------------- | ----------------------------------------------------------------------- | ----------------------------------------------------------------------- | ----------------------------------------------------------------------- | ----------------------------------------------------------------------- | ----------------------------------------------------------------------- | ----------------------------------------------------------------------- | ----------------------------------------------------------------------- |
| 5-9-2015                                                                | Dar es Salaam                                                           | Tanzania                                                                | 0 – 0                                                                   | Nigeria                                                                 | Qual. Coppa d'Africa 2017                                               | -                                                                       | 62’                                                                     |
| 11-10-2015                                                              | Blantyre                                                                | Malawi                                                                  | 1 – 0                                                                   | Tanzania                                                                | Qual. Mondiali 2018                                                     | -                                                                       | 44’                                                                     |
| 14-11-2015                                                              | Dar es Salaam                                                           | Tanzania                                                                | 2 – 2                                                                   | Algeria                                                                 | Qual. Mondiali 2018                                                     | -                                                                       | 67’                                                                     |
| 17-11-2015                                                              | Blida                                                                   | Algeria                                                                 | 7 – 0                                                                   | Tanzania                                                                | Qual. Mondiali 2018                                                     | -                                                                       | 22’, 41’                                                                |
| 22-3-2018                                                               | Algeri                                                                  | Algeria                                                                 | 4 – 1                                                                   | Tanzania                                                                | Amichevole                                                              | -                                                                       | 63’                                                                     |
| 27-3-2018                                                               | Dar es Salaam                                                           | Tanzania                                                                | 2 – 0                                                                   | RD del Congo                                                            | Amichevole                                                              | -                                                                       | 76’                                                                     |
| 8-9-2018                                                                | Kampala                                                                 | Uganda                                                                  | 0 – 0                                                                   | Tanzania                                                                | Qual. Coppa d'Africa 2019                                               | -                                                                       | 44’                                                                     |
| 12-10-2018                                                              | Praia                                                                   | Capo Verde                                                              | 3 – 0                                                                   | Tanzania                                                                | Qual. Coppa d'Africa 2019                                               | -                                                                       | 78’                                                                     |
| 16-10-2018                                                              | Dar es Salaam                                                           | Tanzania                                                                | 2 – 0                                                                   | Capo Verde                                                              | Qual. Coppa d'Africa 2019                                               | -                                                                       | 60’                                                                     |
| 18-11-2018                                                              | Maseru                                                                  | Lesotho                                                                 | 1 – 0                                                                   | Tanzania                                                                | Qual. Coppa d'Africa 2019                                               | -                                                                       | 74’                                                                     |
| 24-3-2019                                                               | Dar es Salaam                                                           | Tanzania                                                                | 3 – 0                                                                   | Uganda                                                                  | Qual. Coppa d'Africa 2019                                               | -                                                                       |                                                                         |
| 23-6-2019                                                               | Il Cairo                                                                | Senegal                                                                 | 2 – 0                                                                   | Tanzania                                                                | Coppa d'Africa 2019 - Fase a gironi                                     | -                                                                       | 84’                                                                     |
| 27-6-2019                                                               | Il Cairo                                                                | Kenya                                                                   | 3 – 2                                                                   | Tanzania                                                                | Coppa d'Africa 2019 - Fase a gironi                                     | -                                                                       | 49’ 52’                                                                 |
| 1-7-2019                                                                | Eliopoli                                                                | Tanzania                                                                | 0 – 3                                                                   | Algeria                                                                 | Coppa d'Africa 2019 - Fase a gironi                                     | -                                                                       |                                                                         |
| 13-6-2021                                                               | Dar es Salaam                                                           | Tanzania                                                                | 2 – 0                                                                   | Malawi                                                                  | Amichevole                                                              | -                                                                       | 45’                                                                     |
| 2-9-2021                                                                | Kinshasa                                                                | RD del Congo                                                            | 1 – 1                                                                   | Tanzania                                                                | Qual. Mondiali 2022                                                     | -                                                                       | 57’                                                                     |
| 7-9-2021                                                                | Dar es Salaam                                                           | Tanzania                                                                | 3 – 2                                                                   | Madagascar                                                              | Qual. Mondiali 2022                                                     | -                                                                       | 69’                                                                     |
| 24-3-2023                                                               | Ismailia                                                                | Uganda                                                                  | 0 – 1                                                                   | Tanzania                                                                | Qual. Coppa d'Africa 2023                                               | -                                                                       | 80’                                                                     |
| 28-3-2023                                                               | Dar es Salaam                                                           | Tanzania                                                                | 0 – 1                                                                   | Uganda                                                                  | Qual. Coppa d'Africa 2023                                               | -                                                                       |                                                                         |
| 18-6-2023                                                               | Dar es Salaam                                                           | Tanzania                                                                | 1 – 0                                                                   | Niger                                                                   | Qual. Coppa d'Africa 2023                                               | -                                                                       | 60’                                                                     |
| 17-1-2024                                                               | San-Pédro                                                               | Marocco                                                                 | 3 – 0                                                                   | Tanzania                                                                | Coppa d'Africa 2023 - 1º turno                                          | -                                                                       | 46’                                                                     |
| 21-1-2024                                                               | San-Pédro                                                               | Zambia                                                                  | 1 – 1                                                                   | Tanzania                                                                | Coppa d'Africa 2023 - 1º turno                                          | -                                                                       | 70’                                                                     |
| 22-3-2024                                                               | Baku                                                                    | Tanzania                                                                | 0 – 1                                                                   | Bulgaria                                                                | Amichevole                                                              | -                                                                       | 75’                                                                     |
| Totale                                                                  |                                                                         | Presenze                                                                | 23                                                                      |                                                                         | Reti                                                                    | 0                                                                       |                                                                         |

## Palmarès

### Club

#### Competizioni nazionali
- Campionato di calcio della Tanzania: 3

Azam: 2013-2014
Young Africans: 2022-2023, 2023-2024
- Tanzania FA Cup: 2

Azam: 2018-2019
Young Africans: 2022-2023, 2023-2024